# Gudrun Ensslinová
Gudrun Ensslinová (15. srpna 1940 Bartholomä – 18. října 1977 Stuttgart) byla německá levicová teroristka, spoluzakladatelka a vůdkyně Frakce Rudé armády.

## Životopis
Narodila se v městečku Bartholomä v Bádensko-Württembersku jako čtvrté ze sedmi dětí evangelického pastora Helmuta Ensslina. Díky vynikajícím studijním výsledkům strávila v rámci výměnného pobytu pro školní rok 1958–1959 na střední škole v americké Pensylvánii. Po maturitě dostala stipendium od prestižní nadace Studienstiftung a v letech 1960–1963 studovala na univerzitě v Tübingenu anglistiku, germanistiku a pedagogiku. V roce 1964 získala diplom učitelky základní školy, pak se přestěhovala do Berlína, kde pokračovala v doktorském studiu na Svobodné univerzitě. Ještě v únoru 1962 se seznámila s Bernwardem Vesperem. Spolu založili malé vydavatelství nazvané Studio neue Literatur a začali být aktivisty demokratické levice a jistý čas pracovali pro SPD. Ve druhé polovině 60. let se přidali ke studentskému protestnímu hnutí a účastnili se mnoha demonstraci, např. i té ze 2. června 1967, při níž byl policií zabit student Benno Ohnesorg. 13. května 1967 se jim narodil syn Felix Robert. Zlom nastal, když se Ensslinová v létě 1967 seznámila s levicovým radikálem Andreasem Baaderem. Kvůli němu v únoru 1968 opustila Vespera i jejich syna (o kterého se po Vesperově sebevraždě v roce 1971 starali rodiče Ensslinové).
Spolu s Baaderem a dvěma dalšími radikály se Ensslinová 2. dubna 1968 zúčastnila politicky motivovaného žhářského útoku na dva obchodní domy ve Frankfurtu nad Mohanem. Následně byli zatčeni a odsouzeni ke třem letům vězení, a přestože jim byla nakrátko udělena amnestie, zanedlouho jim byl rozsudek potvrzen. Mezitím však už oba odešli do zahraničí, využívajíc tam svou popularitu, kterou jim v ultralevicových kruzích vynesl jejich proces. Po tom, co byl po jejich návratu do Německa Baader zatčen, se Ensslinová spojila s novinářkou Ulrikou Meinhofovou a s několika dalšími levicovými radikály naplánovali jeho útěk, který uskutečnil 14. května 1970.
Od tohoto času se začíná psát historie Frakce Rudé armády (RAF), v níž Ensslinová sehrála podstatnou roli. Předpokládá se, že právě ona byla nejvlivnější postavou ve skupině a podle některých právě její údajné konflikty o vůdcovství v RAF vedly v roce 1976 k sebevraždě známější Ulrike Meinhofové. To se však nikdy nedokázalo a pochybnosti zůstávají i kolem samotné sebevraždy Meinhofové.
Poté, co RAF v květnu 1972 zorganizovala sérii bombových útoků, se Ensslinová a její druzi stali nejhledanějšími lidmi v Německu. Ensslinová byla zatčena 7. června 1972 v módním butiku v Hamburku poté, co prodavačka uviděla v jejím saku zbraň a zavolala policii.
Ensslinová byla spolu s Baaderem a dalšími členy RAF umístěna v přísně střežené věznici Stammheim ve Stuttgartu, kde byla 28. dubna 1977 po téměř dvouletém procesu odsouzena na doživotí. Po událostech tzv. Německého podzimu, které souvisely s nevydařenou snahou druhé generace RAF o propuštění zadržovaných členů, byla Ensslinová 18. října 1977 nalezena oběšená ve své cele. Podle vyšetřování se spolu s Baaderem a Jan-Carl Raspem dohodli na kolektivní sebevraždě, což je však některými dodnes zpochybňováno a považováno za mimosoudní popravu.